# Première Nation Esgenoopetitj

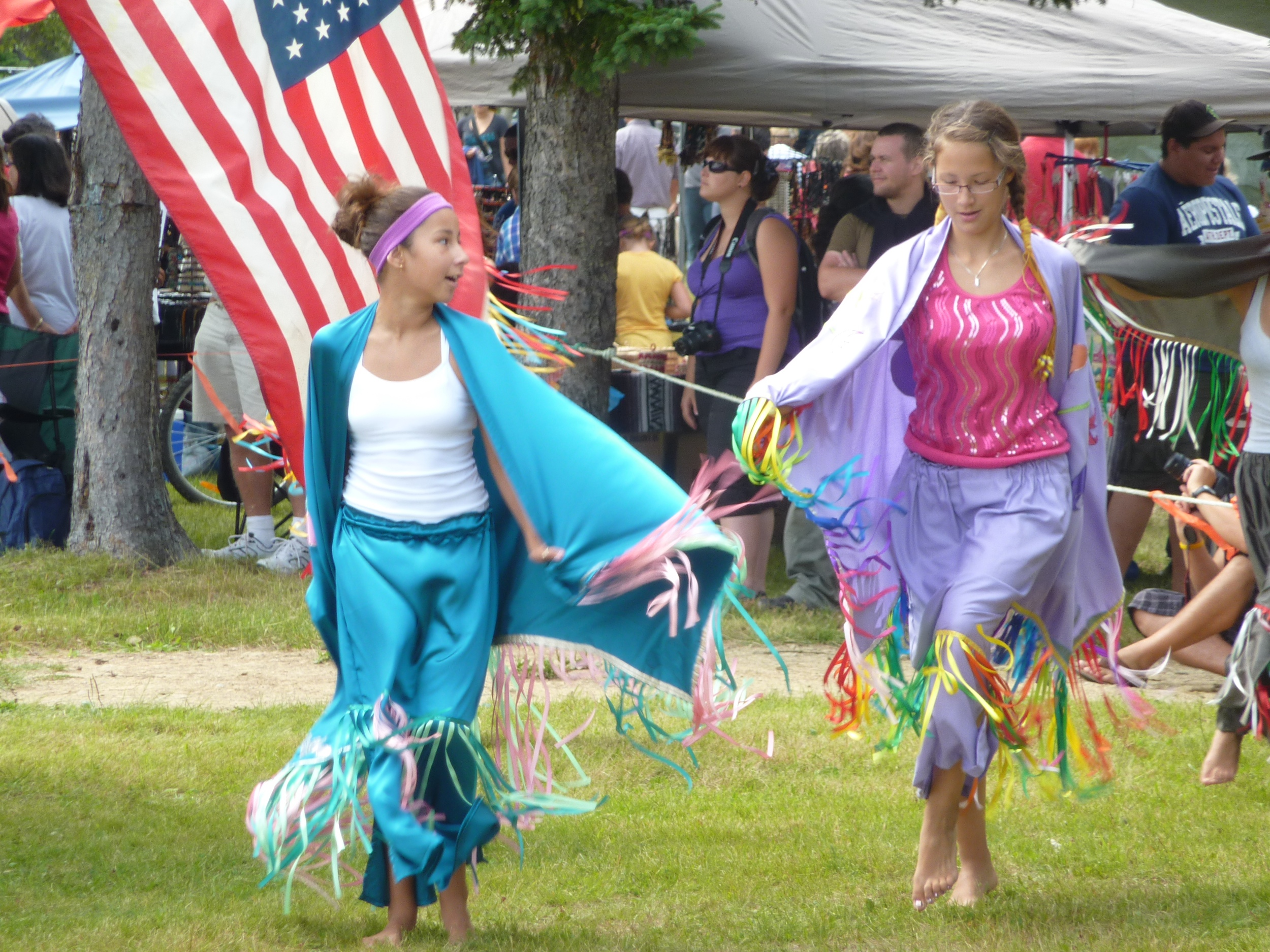
Le pow-wow de Burnt Church, en 2011.

La Première Nation Esgenoopetitj (anciennement la Première Nation de Burnt Church) est une Première Nation micmaque de la province canadienne du Nouveau-Brunswick. Elle possède trois réserves indiennes : Burnt Church 14, la plus populeuse, Pokemouche 13, qui est inhabitée, et Tabusintac 9, qui compte une dizaine de résidents.

## Toponyme
L'appellation Burnt Church fait référence à l'attaque des établissements acadiens par les Britanniques en 1758, lors de la Déportation des Acadiens. Les Micmacs appelaient à l'origine le lieu Esginoo o putich, ce qui signifie « poste de guet ». L'orthographe moderne (Francis-Smith) est Eskɨnuopitijk, mais la graphie selon l'orthographe Pacifique, Esgenoôpetitj, est plus fréquemment utilisé. Les noms Skinouboudiche et Chénabodiche ont aussi été utilisés.

## Géographie
Le village est situé dans le territoire de la réserve indienne Burnt Church 14. La Première Nation possède aussi les réserves Tabusintac 9 et Pokemouche 13. Tabusintac 9 compte quelques résidences et Pokemouche 13 est inhabitée.
Burnt Church 14 (47° 13′ 41″ N, 65° 08′ 08″ O) est situé sur la rive nord de la rivière Miramichi, à l'embouchure de la rivière de Burnt Church, dans le comté de Northumberland. La rivière longe le fleuve pendant plus de trois kilomètres avant de s'y déverser, formant la pointe de Burnt Church. C'est à cet endroit où se trouve le village. Il y a également un hameau à la pointe Morin, sur l'autre rive de la rivière, un autre dans les terres, au sud de Lagacéville, et finalement une partie de Rivière-des-Caches est comprise dans la réserve, l'autre étant à Néguac.
Tabusintac 9 (47° 20′ 54″ N, 65° 09′ 06″ O) est situé dans la vallée de la rivière Tabusintac, dans le comté de Northumberland. La réserve est enclavée dans le village de Tabusintac, au nord de Néguac. Elle compte en fait cinq parties rapprochées près du hameau de Cains Point et une autre plus à l'est, à Gaythorne. Toutes les parties de la réserve sont accessibles par la route.
Pokemouche 13 (47° 39′ 00″ N, 64° 58′ 58″ O) est situé sur la rive droite (sud) de la rivière Pokemouche, dans le comté de Gloucester. La réserve est enclavée dans le village de Landry, au nord-ouest de Tracadie-Sheila. La réserve est située à l'ouest du terrain de golf est accessible par un chemin privé ou en bateau.

## Histoire

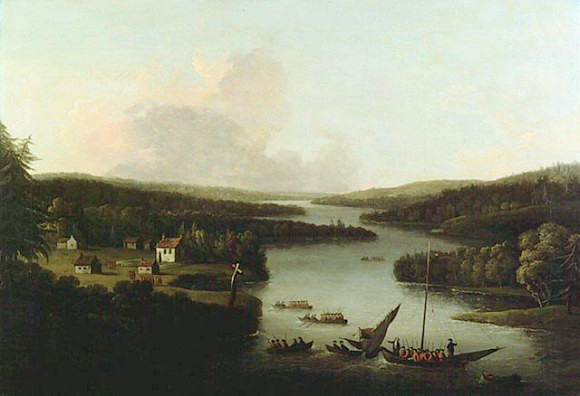
Vue de Burnt Church, par Francis Swaine, 1760.

### Origines
La richesse du gibier et la position stratégique ont vraisemblablement attiré les Micmacs a cet endroit. C'est l'une des rares localités où les Micmacs pratiquent l'agriculture, notamment de blé d'Inde et de citrouilles. 
Richard Denys de Fronsac construit un fort en 1686, vraisemblablement à Burnt Church, à l'époque appelé Chénabodiche. Une mission est établie par les Récollets à la même époque.

### XIXesiècle
La réserve de Burnt Church 14 est créée le 5 mars 1805, avec un territoire de 2 058 acres.
En 1825, Burnt Church est touché par les Grands feux de la Miramichi, qui dévastent entre 10 000 km2 et 20 000 km2 dans le centre et le nord-est de la province et tuent en tout plus de 280 personnes,.

### XXesiècle
Débutant en septembre 1999, la crise de Burnt Church est un conflit opposant des pêcheurs de homard de Burnt Church et des pêcheurs non autochtones.

### XXIesiècle
L'élection du 13 août 2001 est déclarée invalide à la suite d'irrégularités et de cas de corruption.
En février 2009, le gouvernement fédéral annonce la construction d'une nouvelle école pour Burnt Church au coût de 10 millions $ car celle en place à l'époque a plusieurs fois été la cibles de vandales. Le chef Dedam affirme souhaiter que cette nouvelle école ramène plusieurs jeunes en ville. L'ancienne école est détruite par un incendie suspect le 11 juin 2009. 
Burnt Church est l'une des localités organisatrices du IVe Congrès mondial acadien en 2009, avec la célébration de son pow-wow annuel et la participation à deux messes célébrées à Néguac le 23 août. De plus, la communauté participe aussi à l'inauguration du site historique provincial de la Maison Otho-Robichaud le 19 août à Néguac.
Hilary Bonnell, âgée de 16 ans, disparaît le 5 septembre 2009. Une marche de solidarité a lieu le 23 septembre suivant à Néguac, où une collision routière fait deux morts et deux blessés. Les deux événements causent un choc dans la communauté. Le corps d'Hilary est découvert le 13 novembre dans l'ancien champ de tir de Tracadie et son cousin Curtis Bonnell est plus tard accusé du meurtre ainsi que d'une agression sur une autre personne.
En septembre 2011, le chef Wilbur Dedam et trois conseillers sont destitués à la suite d'une enquête confirmant les allégations d'achat de votes lors de l'élection de mai 2010; l'enquête avait été demandée par l'ancien conseiller Curtis Dedam. Une manifestation organisée par ce dernier a lieu en décembre de la même année, afin de dénoncer que l'ancien chef serait toujours payer par le conseil et que les inégalités financières et sociales seraient causées par le conseil de bande.

## Économie
La Church River Credit Union est une caisse populaire membre de la Credit Union Central of New Brunswick.

## Administration

### Conseil de bande
La première nation est présidée par un conseil de bande, élu par les membres de la communauté.
| Mandat      | Fonctions   | Nom(s) |
| ----------- | ----------- | --- |
| 2010 - 2012 | Chef        | Vacant |
| 2010 - 2012 | conseillers | Jason Barnaby, Clarke (Augadee) Dedam, Everett Joseph Dedam, Irene Dedam, Larry Isaac Dedam, Billy Jack Francis, Colton Metallic, Alvery Paul, Mary Richardson, Mark Simon, Joseph Ronald Somerville, Robert (JJ) Vienneau. |

|  | Indépendant | 198? - 2011 | Joseph Wilbur Dedam |

### Représentation
La Première Nation est affiliée au conseil tribal Mawiw Council
 Nouveau-Brunswick: Burnt Church 14 fait partie de la circonscription provinciale de Baie-de-Miramichi—Neguac, qui est représentée à l'Assemblée législative du Nouveau-Brunswick par Serge Robichaud, du Parti progressiste-conservateur. Il fut élu en 2010.
 Canada: Burnt Church 14 fait partie de la circonscription électorale fédérale de Miramichi, qui est représentée à la Chambre des communes du Canada par Tilly O'Neill-Gordon, du Parti conservateur. Elle fut élue lors de la 40e élection fédérale, en 2008.

## Vivre à Burnt Church
La Burnt Church School est une école des Premières Nations qui accueille les élèves de la maternelle à la 8e année.
L'église St. Ann's est une église catholique romaine faisant partie du diocèse de Saint-Jean.
Le bureau de poste et le détachement de la Gendarmerie royale du Canada les plus proches sont situés à Néguac.
Les anglophones bénéficient du quotidien Telegraph-Journal, publié à Saint-Jean et de l'hebdomadaire Miramichi Leader, publié à Miramichi. Les francophones bénéficient quant à eux du quotidien L'Acadie nouvelle, publié à Caraquet, ainsi que de l'hebdomadaire L'Étoile, de Dieppe.

## Culture

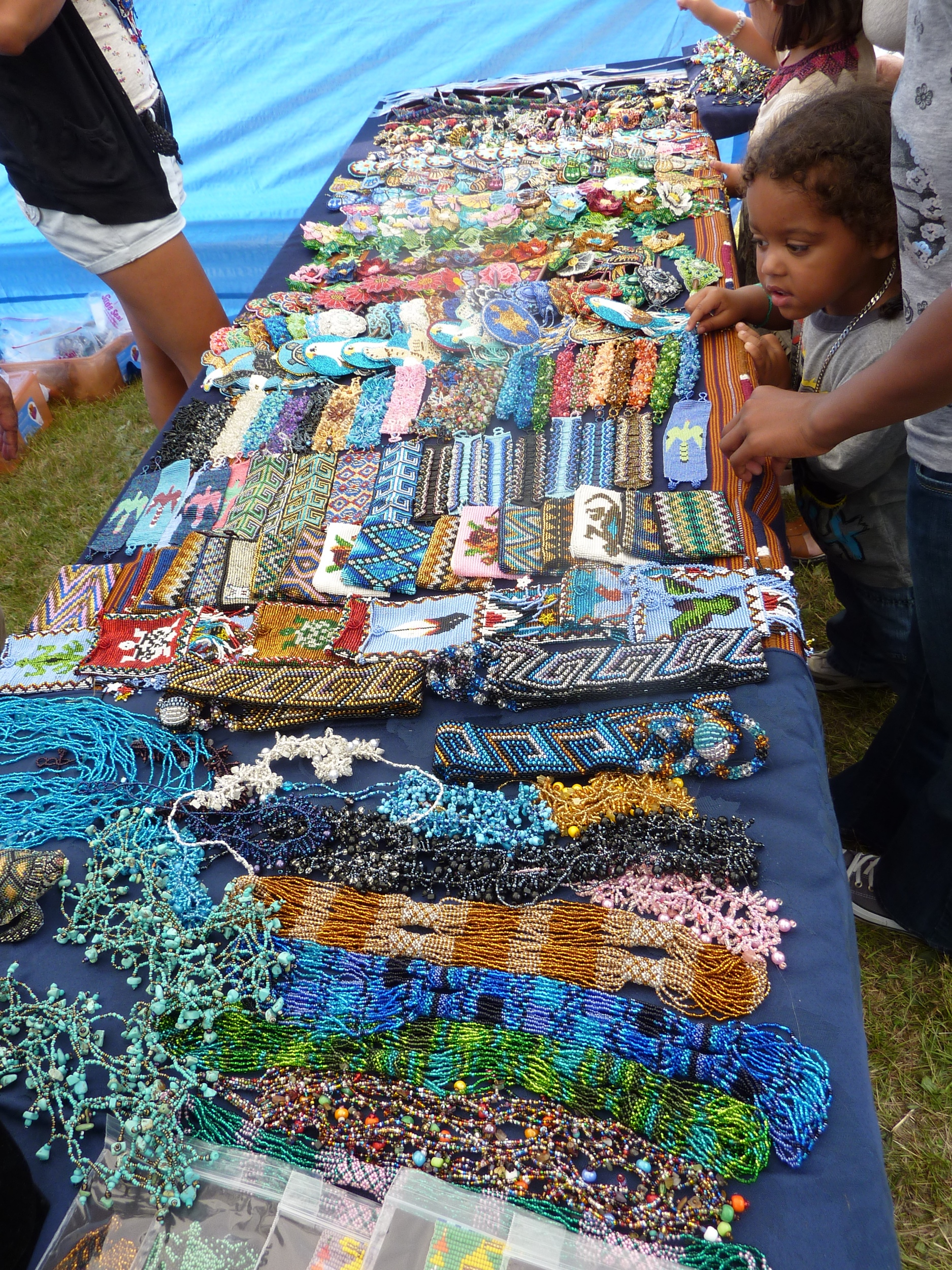
Artisanat au pow-wow de Burnt Church.

### Personnalités
- Margaret Jean Anderson (1915-2003), femme d'affaires, femme politique et sénatrice, née à Burnt Church.
- William Stewart Loggie (1850-1944), homme d'affaires et homme politique, né à Burnt Church.

### Burnt Church dans la culture
Burnt Church fait l'objet d'un poème dans le recueil de poésie La terre tressée, de Claude Le Bouthillier.